# Вулиця Леха Качинського (Житомир)
Вулиця Леха Качинського — вулиця Житомира, названа на честь загиблого в смоленській авіакатастрофі Президента Польщі Леха Качинського.

## Історія
Назву надано розпорядженням Житомирського міського голови від 19 лютого 2016 року, котрим, відповідно до вимог Закону України «Про засудження комуністичного та націонал-соціалістичного (нацистського) тоталітарного режимів та заборону пропаганди їхньої символіки», перейменовано вулицю Черняховського в проміжку будинків від № 1 до № 20 на вулицю Леха Качинського.
Раніше вулиця мала назви: Дорога на Сінгури, Широка вулиця, Андріївська вулиця, Чуднівська вулиця, Велика Чуднівська вулиця та, вже названа раніше, вулиця Черняховського.
На будинку № 2 в 2017 році встановили дошку Леху Качинському.